# カルナヴァレ博物館

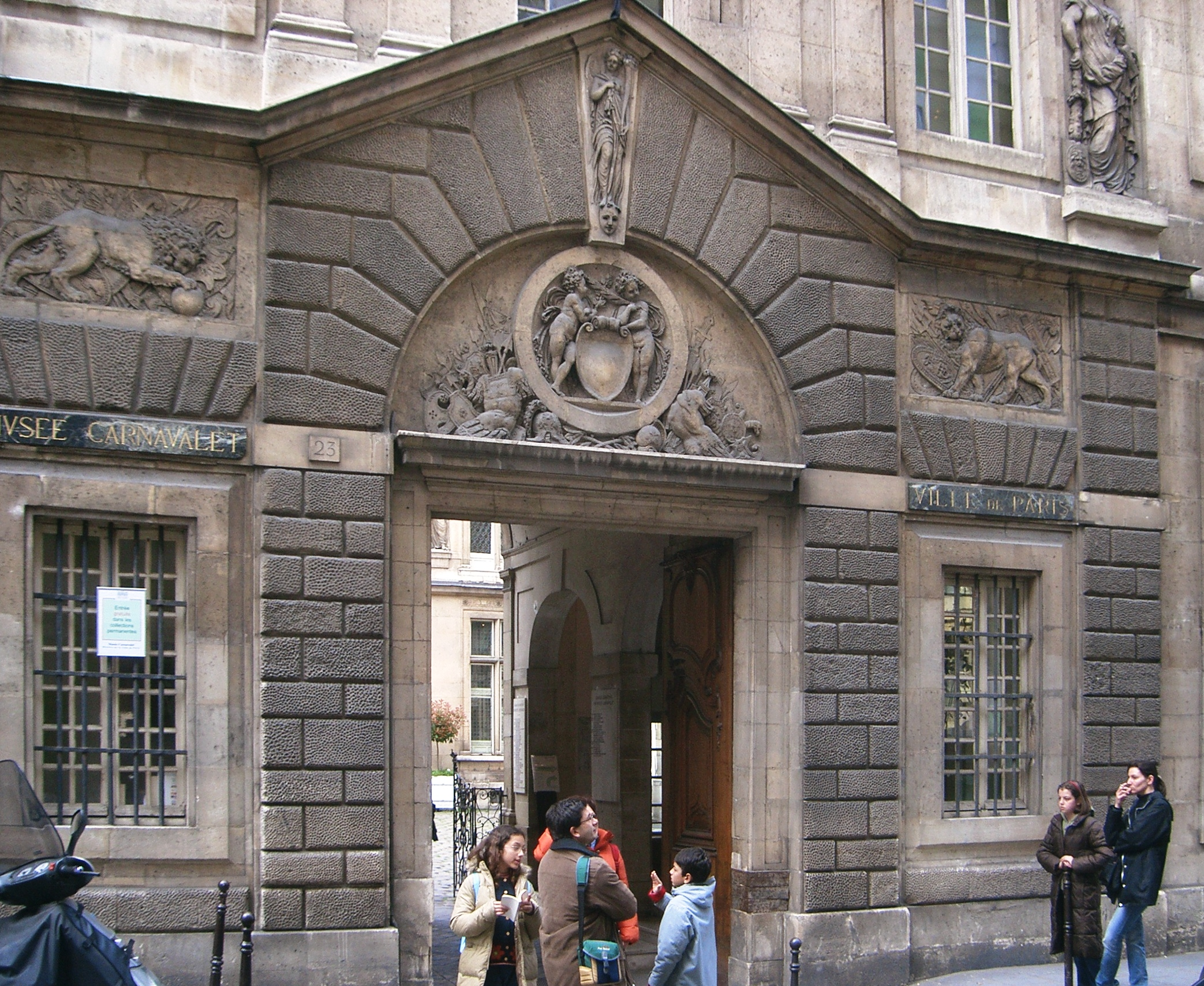
カルナヴァレ博物館・入り口 (2005年4月)

カルナヴァレ博物館 （カルナヴァレはくぶつかん、仏：Musée Carnavalet） は、フランスの首都・パリの3区にある博物館。パリ歴史博物館 (Musée de l'Histoire de Paris)、カルナヴァレ美術館ともいう。

## 概要

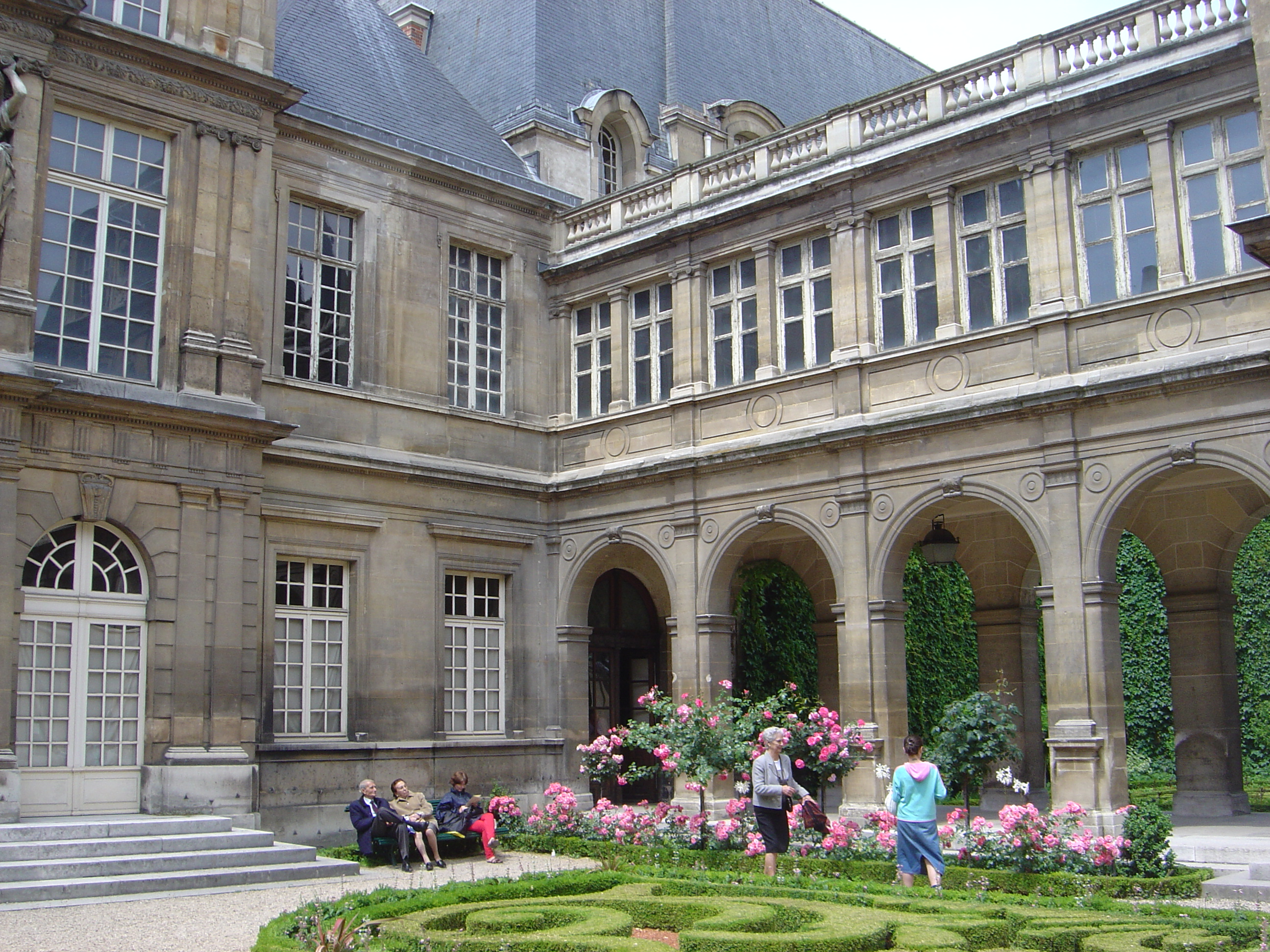
カルナヴァレ博物館・中庭 (2005年6月)

カルナヴァレ博物館は、パリの歴史資料を収蔵・展示している市立博物館で、パリ3区の南境であるフラン＝ブルジョワ通り沿いにある。
歴史のある貴族の邸宅が多いマレ地区に位置しており、この博物館もまた、カルナヴァレ館とル・プルティエ・ド・サン＝ファルジョー館という2つの歴史的な建物で構成されている。カルナヴァレ館は、もともとは1548年に建造されたルネサンス様式の建物で、17世紀中頃に建築家フランソワ・マンサールが改修した後 、1866年、パリ市が買収・改修し、カルナヴァレ博物館が誕生した 。ル・プルティエ・ド・サン＝ファルジョー館は1688年に建造された建物で、1895年にパリ市が購入し、パリ市立歴史図書館として使用した後、1989年、博物館の一部となった 。
博物館の収蔵品は約60万点に達し、絵画、彫刻、模型、家具、調度品、版画、ポスターなど様々な分野に及んでいる 。また、歴史資料を年代順に展示し、古代から現代に至るまでのパリの歴史を紹介している。

## 主な収蔵品

ダヴィッド『球戯場の誓い』(1789年）

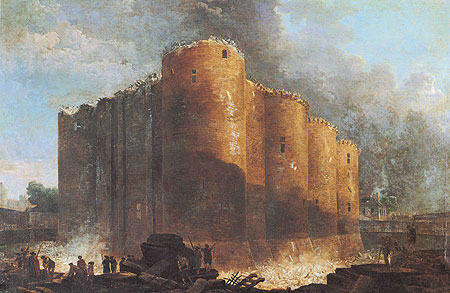
ユベール・ロベール 『解体が始まったバスチーユ監獄』 （1789年）

- ジャン・ベロー 『オペラ座の舞台裏』 - Les Coulisses de l'Opéra (1889年)
- ダヴィッド 『球戯場の誓い』 - Le Serment du Jeu de Paume (1789年)
- ユベール・ロベール 『解体が始まったバスチーユ監獄』 - La Bastille dans les premiers jours de sa démolition (1789年)

## 所在地及び交通手段
- 所在地：パリ3区 セヴィニエ通り23番地 （23, rue de Sévigné, 75003 Paris 、北緯48度51分26秒 東経2度21分46秒 / 北緯48.85722度 東経2.36278度）
- 地下鉄メトロ1号線 サン・ポール駅下車、北へ徒歩。
- 地下鉄メトロ8号線 シュマン・ヴェール駅下車、西へ徒歩。